# Zhu Jingjing
Zhu Jingjing (chinesisch 朱晶晶; * 7. Januar 1985) ist eine chinesische Badmintonspielerin.

## Karriere
Zhu Jingjing gewann 2007 bei den Vietnam Open die Dameneinzelkonkurrenz. Im gleichen Jahr siegte sie auch bei den Austrian International. 2008 war sie bei den chinesischen Meisterschaften im Dameneinzel erfolgreich.

## Sportliche Erfolge
| Saison | Veranstaltung                | Disziplin   | Platz | Name         |
| ------ | ---------------------------- | ----------- | ----- | ------------ |
| 2007   | Vietnam Open                 | Dameneinzel | 1     | Zhu Jingjing |
| 2007   | Austrian International       | Dameneinzel | 1     | Zhu Jingjing |
| 2008   | China: Einzelmeisterschaften | Dameneinzel | 1     | Zhu Jingjing |